# 神領站
神領站（日语：／ Jinryō eki */?）是一個位於愛知縣春日井市神領町，屬於東海旅客鐵道（JR東海）中央本線的鐵路車站。

## 車站結構

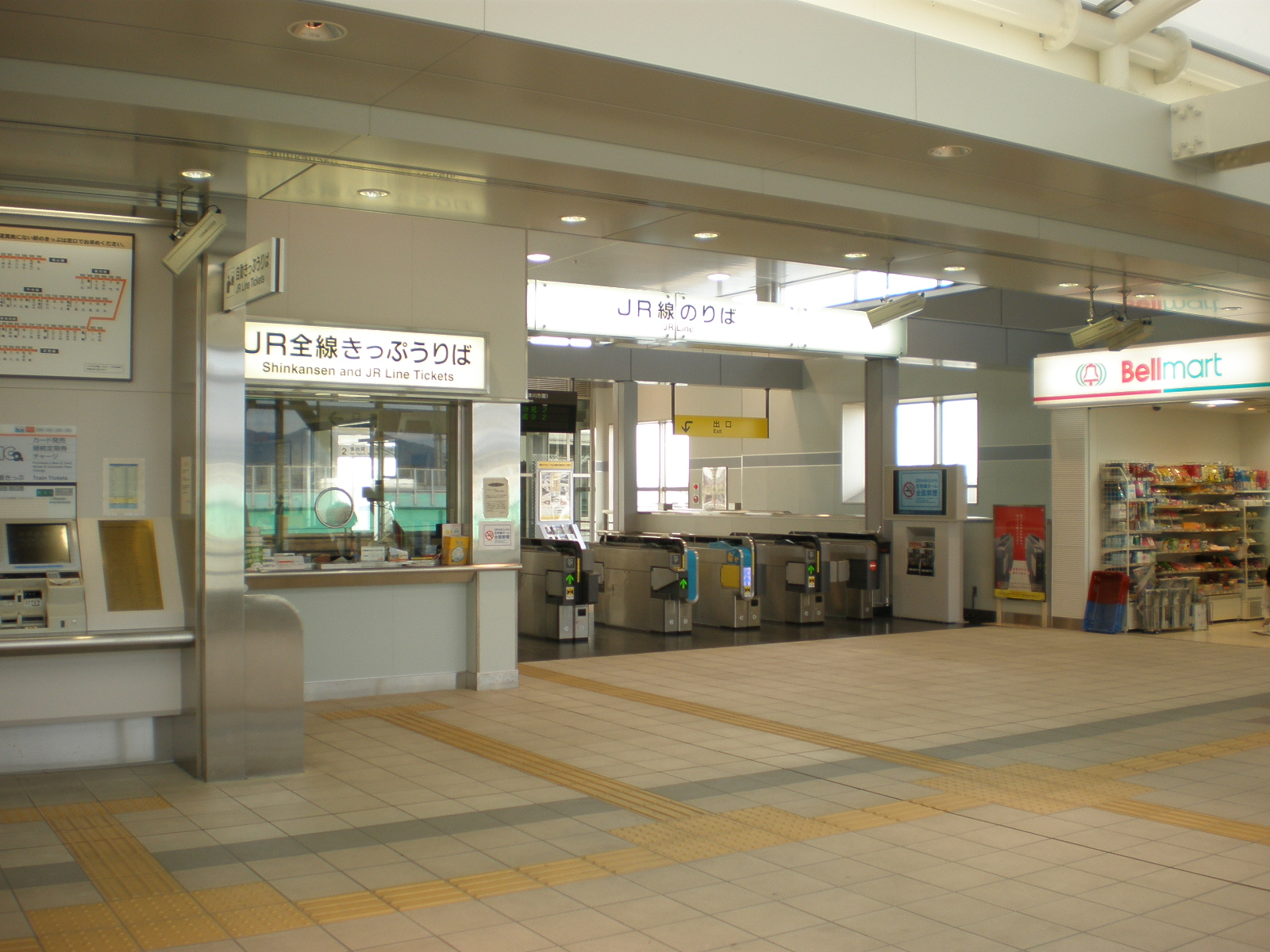
閘口

側式月台1面1線與島式月台1面2線，合計2面3線的地面車站，設有跨站式站房。月台的多治見方向上方有東名高速公路通過。

### 月台配置
| 月台 | 路線     | 方向 | 目的地             | 備註           |
| ---- | -------- | ---- | ------------------ | -------------- |
| 1    | 中央本線 | 上行 | 名古屋方向         |                |
| 2    | 中央本線 | 下行 | 多治見、中津川方向 |                |
| 3    | 中央本線 | 下行 | 多治見、中津川方向 | 待避、始發列車 |
| 3    | 中央本線 | 上行 | 名古屋方向         | 只限始發列車   |

### 配置圖
| ← 多治見、 中津川方向 | JR東海 神領站（2009年）構內配線略圖（站舍跨站化後） | → 名古屋方向 |
| 图例 参考文献：       |                                                     |              |

### 複複線化時預定的車站構造
| ← 鹽尻、 瀨戶市方向 | 日本國有鐵道 神領站 構內配線略圖（預定圖） | → 名古屋、 稻澤方向 |
| 图例 参考文献：     |                                            |                     |

## 使用情況
根據「春日井市統計書」，此站的一日平均上車人次如下表。
| 年度   | 一日平均 上車人次 |
| ------ | ----------------- |
| 2003年 | 6,789             |
| 2004年 | 7,185             |
| 2005年 | 7,673             |
| 2006年 | 8,216             |
| 2007年 | 8,571             |
| 2008年 | 9,113             |
| 2009年 | 9,889             |
| 2010年 | 10,519            |
| 2011年 | 11,053            |
| 2012年 | 11,428            |
| 2013年 | 12,131            |
| 2014年 | 12,372            |
| 2015年 | 12,920            |
| 2016年 | 13,313            |
| 2017年 | 13,443            |
| 2018年 | 13,634            |

## 相鄰車站
東海旅客鐵道
 中央本線
■快速
通過
■普通
高藏寺（CF09）－神領（CF08）－春日井（CF07）

### 來源
1. 1 2  駅構内の案内表記。これらはJR東海公式サイトの各駅の時刻表 （页面存档备份，存于）で参照可能（駅掲示用時刻表のPDFが使われているため。2015年1月現在）。
2. ↑  川島令三、『東海道ライン 全線・全駅・全配線 第5巻 名古屋駅 - 米原エリア』、pp.26-27, 講談社、2009年7月、ISBN 978-4062700153
3. ↑  日本国有鉄道岐阜工事局、『岐阜工事局五十年史』、p.347、1970年、ASIN B000J9RBVS

## 外部連結
- 神領 - 東海旅客鐵道